# Лего Свет из доба јуре
Лего Свет из доба јуре (енгл. Lego Jurassic World: Legend of Isla Nublar) је америчко-канадска CGI-анимирана телевизијска мини-серија која преднаставак филма Свет из доба јуре. Постављена у 2012. години и инспирисана линијом играчака Lego. Серија је почела са приказивањем 6. јула 2019. године у Канади на каналу Family Channel.

## Радња
Серија се одвија у Свету из доба јуре, тематском парку диносауруса на острву Нублара. Чувар велоцираптора Овен Грејди и руководилац парка Клер Диринг раде на томе да Свет из доба јуре не падне у пропаст, несвесни да нећак Денија Недрија, Дени Недермејер има тајну агенду да га уништи.